# 파블로 포르날스
파블로 포르날스 마야(스페인어: Pablo Fornals Malla, 1996년 2월 22일 ~ )는 스페인의 축구 선수이다. 그는 현재 라리가의 베티스에서 뛰고 있다.